# Mészáros Ferenc (labdarúgó, 1950)
Mészáros Ferenc (Budapest, 1950. április 11. – 2023. január 9.) válogatott magyar labdarúgó, kapus, edző.

## Pályafutása
1992-ben szakedzői diplomát szerzett a Magyar Testnevelési Egyetemen.

### Klubcsapatban
Budapesten, Soroksáron született. Labdarúgó pályafutását is itt kezdte az VM Egyetértés csapatában. Innen került 18 évesen a Budapesti Vasas SC-hez. Az 1977-es bajnokcsapat tagja. 1981-ben 31 évesen Portugáliába szerződött. 1984-től még újabb két idényt a magyar bajnokságban szerepelt. Pályafutását a portugál Setubalban fejezte be.

### A válogatottban
A magyar válogatottban 29 alkalommal védett 1973 és 1988 között. Az 1978-as argentínai és 1982-es spanyolországi világbajnokságon szereplő csapat tagja volt.
1978-ban a második, Olaszország elleni 1:3-as meccsen védett. 1982-ben mind a három csoportmeccsen ő szerepelt a csapatban.

## Közélet
1998-ban a MIÉP színeiben indult az országgyűlési választásokon. Egyéni körzetben, Budapest XX. kerületében a 29. választókörben, illetve a párt budapesti listáján szerepelt, de mandátumot nem szerzett. Ugyanebben az évben az önkormányzati választásokon is indult Soroksáron a polgármesteri posztért. A szavazatok 4.52 százalékát, 365 szavazatot kapott és a harmadik helyen végzett.

## Sikerei, díjai
Vasas
- Magyar bajnokság
  - bajnok: 1976–1977
  - 2.: 1970–1971
  - 3.: 1968, 1972–1973, 1979–1980, 1980–1981
- Magyar Népköztársasági Kupa (MNK)
  - győztes: 1972–1973, 1980–1981
  - döntős: 1979–1980
- Közép-európai kupa (KK)
  - győztes: 1970

Sporting
- Portugál bajnokság
  - bajnok: 1981–1982
  - 3.: 1982–1983
- Portugál Kupa
  - győztes: 1981–1982
- Bajnokcsapatok Európa-kupája (BEK)
  - negyeddöntős: 1982–1983

Rába ETO
- Magyar bajnokság
  - 2.: 1984–1985
  - 3.: 1985–1986

## Statisztika

### Mérkőzései a válogatottban
| Magyarország | Magyarország         | Magyarország                             | Magyarország  | Magyarország | Magyarország  | Magyarország  | Magyarország | Magyarország |
| #            | Dátum                | Helyszín                                 | Hazai         | Eredmény     | Vendég        | Kiírás        | Gólok        | Esemény      |
| ------------ | -------------------- | ---------------------------------------- | ------------- | ------------ | ------------- | ------------- | ------------ | ------------ |
| 1.           | 1973. szeptember 26. | Belgrád, JNA stadion                     | Jugoszlávia   | 1 – 1        | Magyarország  | barátságos    | -            |              |
| 2.           | 1973. október 13.    | Koppenhága                               | Dánia         | 2 – 2        | Magyarország  | barátságos    | -            |              |
| 3.           | 1974. március 31.    | Zalaegerszeg, ZTE stadion                | Magyarország  | 3 – 1        | Bulgária      | barátságos    | -            |              |
| 4.           | 1974. április 17.    | Dortmund, Westfallenstadion              | NSZK          | 5 – 0        | Magyarország  | barátságos    | -            |              |
| 5.           | 1974. szeptember 28. | Bécs, Práter stadion                     | Ausztria      | 1 – 0        | Magyarország  | barátságos    | -            |              |
| 6.           | 1974. október 13.    | Luxembourg, Municipal Stadion            | Luxemburg     | 2 – 4        | Magyarország  | Eb-selejtező  | -            |              |
| 7.           | 1974. október 30.    | Cardiff, Ninian Park                     | Wales         | 2 – 0        | Magyarország  | Eb-selejtező  | -            |              |
| 8.           | 1974. november 10.   | Szófia, Jurij Gagarin-stadion            | Bulgária      | 0 – 0        | Magyarország  | barátságos    | -            |              |
| 9.           | 1974. december 4.    | Szolnok, Tiszaligeti stadion             | Magyarország  | 1 – 0        | Svájc         | barátságos    | -            |              |
| 10.          | 1975. március 26.    | Párizs, Parc des Princes                 | Franciaország | 2 – 0        | Magyarország  | barátságos    | -            |              |
| 11.          | 1975. április 2.     | Bécs, Práter stadion                     | Ausztria      | 0 – 0        | Magyarország  | Eb-selejtező  | -            |              |
| 12.          | 1975. április 16.    | Budapest, Népstadion                     | Magyarország  | 1 – 2        | Wales         | Eb-selejtező  | -            |              |
| 13.          | 1977. november 9.    | Prága, Letná-stadion                     | Csehszlovákia | 1 – 1        | Magyarország  | barátságos    | -            |              |
| 14.          | 1978. június 6.      | Mar del Plata, Estadio Mundialista (ARG) | Olaszország   | 3 – 1        | Magyarország  | vb-csoportkör | -            |              |
| 15.          | 1980. március 26.    | Budapest, Népstadion                     | Magyarország  | 2 – 1        | Lengyelország | barátságos    | -            |              |
| 16.          | 1980. május 31.      | Budapest, Népstadion                     | Magyarország  | 3 – 1        | Skócia        | barátságos    | -            |              |
| 17.          | 1980. június 4.      | Budapest, Népstadion                     | Magyarország  | 1 – 1        | Ausztria      | barátságos    | -            |              |
| 18.          | 1980. október 8.     | Bécs, Práter stadion                     | Ausztria      | 3 – 1        | Magyarország  | barátságos    | -            |              |
| 19.          | 1980. november 19.   | Halle, Kurt-Wabbel-Stadion               | NDK           | 2 – 0        | Magyarország  | barátságos    | -            |              |
| 20.          | 1981. április 28.    | Luzern, Allmend-stadion                  | Svájc         | 2 – 2        | Magyarország  | vb-selejtező  | -            |              |
| 21.          | 1981. szeptember 23. | Bukarest, Augusztus 23. Stadion          | Románia       | 0 – 0        | Magyarország  | vb-selejtező  | -            |              |
| 22.          | 1981. október 14.    | Budapest, Népstadion                     | Magyarország  | 3 – 0        | Svájc         | vb-selejtező  | -            |              |
| 23.          | 1981. október 31.    | Budapest, Népstadion                     | Magyarország  | 4 – 1        | Norvégia      | vb-selejtező  | -            |              |
| 24.          | 1981. november 18.   | London, Wembley Stadion                  | Anglia        | 1 – 0        | Magyarország  | vb-selejtező  | -            |              |
| 25.          | 1982. március 24.    | Budapest, Népstadion                     | Magyarország  | 2 – 3        | Ausztria      | barátságos    | -            |              |
| 26.          | 1982. június 15.     | Elche, Nueva Estadio (ESP)               | Magyarország  | 10 – 1       | Salvador      | vb-csoportkör | -            |              |
| 27.          | 1982. június 18.     | Alicante, Estadio José Rico Pérez (ESP)  | Argentína     | 4 – 1        | Magyarország  | vb-csoportkör | -            |              |
| 28.          | 1982. június 22.     | Elche, Nueva Estadio (ESP)               | Belgium       | 1 – 1        | Magyarország  | vb-csoportkör | -            |              |
| 29.          | 1988. május 10.      | Budapest, Népstadion                     | Magyarország  | 2 – 2        | Dánia         | barátságos    | -            |              |
|              | Összesen             |                                          |               | 29           | mérkőzés      |               | 0            | gól          |